# Паоло Мацца (стадион)
«Паоло Мацца» (итал. Stadio Paolo Mazza) — футбольный стадион в Ферраре, Италия.

## История
Открыт в 1928 году, с этого же времени является домашней ареной местного клуба СПАЛ, выступающего в Серии В.
В 1982 году был назван в честь Паоло Маццы — известного итальянского футбольного функционера и тренера 1950—1960-х годов, в 1946—1977 годах занимавшего пост президента клуба.
Ранее арена носила название «Стадио Коммунале» (итал. Stadio Comunale).
Общая вместимость стадиона на данный момент[когда?] составляет 17 900 зрителей, первоначально арена вмещала 4 000 человек.
В период с 2005 по 2016 годы вместимость была ограничена до 7500 человек.
В 2016—2017 годах, в связи с выходом команды в Серию В, а затем и в Серию А, стадион был капитально перестроен в соответствии с современными стандартами комфорта и безопасности.
Летом 2018 года на арене была проведена дальнейшая реконструкция в целях увеличения вместимости с 13 135 до 16 134 мест.